# أبينو-كو
أبينو-كو (باليابانية: 阿倍野区) هو حي في اليابان، يقع في أوساكا، بلغ عدد سكانه 108,642 نسمة وذلك حسب إحصائيات سنة 2017، تبلغ مساحته 5.99 كيلومتر مربع.

## أعلام
- تاكاو هوريوتشى
- تاكيهيرو كاشيما